# Edotia acuta
Edotia acuta är en kräftdjursart som beskrevs av Richardson 1900. Edotia acuta ingår i släktet Edotia och familjen tånglöss. Inga underarter finns listade i Catalogue of Life.